# Protactinium(V)-iodid
Protactinium(V)-iodid ist eine chemische Verbindung des Protactiniums aus der Gruppe der Iodide.

## Darstellung
Protactinium(V)-iodid kann durch Reaktion von Protactinium mit Iod bei 450 °C gewonnen werden.
{\displaystyle {\ce {2 Pa + 5 I2 -> 2 PaI5}}}
Ebenfalls möglich ist die Darstellung durch Iodieren von Protactinium(V)-oxid mit Siliciumtetraiodid bei 600 bis 700 °C
{\displaystyle {\ce {2 Pa2O5 + 5 SiI4 -> 4 PaI5 + 5 SiO2}}}
oder durch Umhalogenierung von Protactinium(V)-chlorid oder Protactinium(V)-bromid mit Siliciumtetraiodid
{\displaystyle {\ce {4 PaCl5 + 5 SiI4 -> 4 PaI5 + 5 SiCl4}}}
{\displaystyle {\ce {4 PaBr5 + 5 SiI4 -> 4 PaI5 + 5 SiBr4}}}
oder durch Reaktion von Protactinium(V)-chlorid mit Iodwasserstoff oder Protactinium(V)-oxid mit Aluminiumiodid
{\displaystyle {\ce {PaCl5 + 5 HI -> PaI5 + 5 HCl}}}
{\displaystyle {\ce {3 Pa2O5 + 10 AlI3 -> 6 PaI5 + 5 Al2O3}}}
Auch durch Reaktion von Protactiniumcarbid PaC mit Iod bei 400 °C kann es dargestellt werden.

## Eigenschaften
Protactinium(V)-iodid ist ein extrem feuchtigkeits- und luftempfindlicher schwarzer kristalliner Feststoff, der in gepulvertem Zustand braun aussieht. Er ist löslich in wasserfreiem Acetonitril und Ethanol, unlöslich in Trichlormethan, Tetrachlorkohlenstoff, Isopentan und Cyclohexan. Er sublimiert mit metallisch-grünschillerndem Dampf, der im durchfallenden Licht tief rubinrot gefärbt erscheint. Die Verbindung besitzt eine orthorhombische Kristallstruktur. Durch thermische Zersetzung von Protactinium(V)-iodid an einem erhitzten Wolframdraht wurde 1934 durch Aristid von Grosse erstmals metallisches Protactinium gewonnen.